# Éric Rommeluère
Éric Rommeluère, né en 1960 à Paris, est un enseignant du bouddhisme zen, et plus précisément de l'école Sōtō (曹洞宗, en japonais sōtō-shū) d'une branche du sixième patriarche Huineng du Zen chinois. Il est l’auteur de livres, d’articles et d’essais où il explore le dharma — les enseignements du Bouddha —, leur interprétation et leur adaptation en Occident.

## Biographie

### L'entrée dans le zen
Dans un portrait publié par le quotidien La Croix en 2013, Éric Rommeluère explique qu'à l'âge de 12 ans il achète son premier livre, Hindouisme et bouddhisme, d'Ananda Coomaraswamy (1877-1947). À 17 ans, grâce à une émission télévisée, il découvre le dojo de la rue Pernety, créé en 1971 dans le 14e arrondissement de Paris par Taisen Deshimaru (1914-1982), enseignant zen dans la tradition japonaise de l'école Sōtō, disciple de Kōdō Sawaki (1880-1965) et fondateur en 1970 de l'Association zen d'Europe, qui deviendra ultérieurement l'Association zen internationale (AZI). Ses parents, d'origine modeste - sa mère est cuisinière de métier -, le laissent s'installer à demeure dans ce centre bouddhiste, qui intègre aussi une librairie et un restaurant. Il travaille à la plonge, avant d'être chargé de la cuisine six mois plus tard. « Devoir préparer, à 18 ans, une trentaine de repas quotidiens fait vite sortir de l'adolescence », observe-t-il dans ce même portrait. Et d'ajouter devant Catherine Dupeyron pour le magazine Clés : « C’est certainement un des meilleurs moments de ma vie. Il n’y a pas de plus beau cadeau que de donner à manger aux autres. »
En 1981, il reçoit l'ordination monastique et le nom de Jiun (慈雲, Maitramegha en sanskrit, Nuage de Bienveillance en français; Compassion, miséricorde est Karuṇā en sanscrit, 悲 bēi en chinois), de Taisen Deshimaru, quelques mois avant la mort de celui-ci, en avril 1982.
Après la disparition de Deshimaru, il poursuit durant dix ans la pratique et l'étude du zen aux côtés de l'enseignant Ryôtan Tokuda, moine de l'école Sōtō et lui aussi ancien élève également de Kodo Sawaki entre autres. Ryôtan Tokuda fut un temps missionnaire de l’école Zen Sôtô pour l’Amérique du Sud, puis de l’Europe. Toutefois, soucieux d'échapper à toute domination de maître à disciple, il refuse de transmettre à Éric Rommeluère le dharma qui l'autoriserait à devenir enseignant à son tour.
Sur le plan professionnel, Éric Rommeluère travaille, après la disparition de Taisen Deshimaru, comme chef cuisinier dans différents restaurants végétariens grâce à son savoir-faire de tenzo acquis à l'AZI. Dans les années 1990, il s'emploie dans l'industrie cinématographique comme administrateur (Paris s'éveille, d'Olivier Assayas, Border Line, de Danièle Dubroux), administrateur de la production (sur la série TV Une famille formidable,) ou encore producteur exécutif (Le huitième jour, de Jaco Van Dormael).

### Coudre le kesa
Éric Rommeluère est également un spécialiste de l'étude et de la couture de l'habit traditionnel monastique bouddhiste, et plus particulièrement du kesa japonais. Il s'est beaucoup intéressé à l'art du kesa du moine Jiun Sonja. En 1989, il co-fonde une association appelée Association pour l’étude et la diffusion du kesa nyohōe (« la robe conforme au Dharma »). Il participera à la rédaction du périodique de l'association, Musō Fukuden'e (litt. « L’habit du champ du bonheur sans forme »). Entre 1989 et 1996, l'association publie une vingtaine de fascicules qui ont fait l'objet d'un dépôt légal à la Bibliothèque nationale de France (BNF). Éric Rommeluère anime également des fukudenkai, sessions d'étude et de couture du kesa.
Pour approcher au plus près l'œuvre de Dōgen, fondateur de l'école Sōtō du bouddhisme zen au Japon et auteur du monumental Shōbōgenzō, Éric Rommeluère verse dans l'étude du japonais classique (bungo) et du chinois classique afin d'accéder directement aux sources scripturaires originelles pour éviter le filtre des traductions. Son premier livre publié en 1995, un recueil de certaines de ses traductions réunies sous le titre Les Fleurs du vide. Anthologie du bouddhisme sōtō zen, livre les premiers fruits de cette démarche.
En 1997 et 1999, Éric Rommeluère participe à deux retraites à Auschwitz, animées par l'enseignant zen américain Bernie Glassman (en). Connu pour avoir ouvert à New York une boulangerie pour des personnes sans domicile fixe et lancé des « retraites de rue » (les participants étant invités à vivre sept jours sans un sou), Bernie Glassman a également créé le Zen Peacemakers Order (en), association de bouddhisme engagé.
En 1999, Éric Rommeluère crée l'association « Un Zen occidental » destinée à promouvoir un enseignement du bouddhisme adapté à la culture occidentale.

### La transmission du Dharma
En octobre 2001, il reçoit à Tokyo la transmission du dharma — le shiho — de Gudō Wafu Nishijima (1919-2014), qui lui-même l'avait reçue de Niwa Zenji (1905-1993), supérieur du temple d'Eihei-ji et représentant la plus haute autorité du zen Sōtō au Japon. Gudō Nishijima était un commentateur reconnu des œuvres de Dōgen tant au Japon que dans le monde anglophone par le biais de sa traduction en anglais de l'œuvre maîtresse de celui-ci, le Shōbōgenzō. Éric Rommeluère a relaté de manière détaillée le rituel de sept jours et sept nuits[Quoi ?].
En octobre 2006, Éric Rommeluère commence à tenir un blog personnel, intitulé « J'ai deux kōans à vous dire... ».

### Bouddhisme engagé et dialogue interreligieux
Dans la perspective d'un bouddhisme engagé, Éric Rommeluère anime un temps la commission Aumôneries en milieu carcéral, créée en 2011 au sein de l'Union bouddhiste de France (UBF). Sous l'égide de l'UBF, il coorganise la première formation pour aumôniers bouddhistes en prison et en hôpital, avec les interventions d'une avocate, d'un membre de l'Observatoire international des prisons - section française et d'un aumônier protestant. Le 24 janvier 2013, il participe au Sénat, à Paris, à un colloque sur la justice restaurative. Le 25 mars 2013, les premiers aumôniers bouddhistes reçoivent leur agrément de l'administration pénitentiaire. En septembre 2013, il participe à la naissance de la Plateforme française pour la justice restaurative, au sein de l'Institut français pour la justice restaurative, sous l’impulsion de l’Aumônerie des prisons de la Fédération Protestante de France. S'il n'assure plus aujourd'hui la formation des aumôniers bouddhistes et s'il ne coordonne plus les aumôneries bouddhistes, il est toujours membre de la Plateforme française pour la justice restaurative.
Il participe également depuis plusieurs années à des groupes de dialogue interreligieux. L'occasion pour lui d'échanger régulièrement avec des universitaires comme Dennis Gira, théologien catholique spécialiste du bouddhisme, ou le dominicain Thierry-Marie Courau, doyen du Theologicum, la Faculté de théologie et de sciences religieuses de Paris, également spécialiste du bouddhisme.
Éric Rommeluère a été ou reste impliqué dans plusieurs organisations bouddhistes françaises et internationales. Il intervient ainsi à l'Université Bouddhique Européenne (UBE) fondée par le journaliste Dominique Trotignon, devenue depuis l'Institut d'études bouddhiques. Indépendante et non confessionnelle, cette structure associative privée a pour vocation de rendre accessible et compréhensible la réalité du bouddhisme en Asie, depuis ses origines jusqu’à nos jours, ainsi que sa diffusion en Occident. Elle réunit des enseignants et chercheurs issus du monde universitaire, tels Philippe Cornu, Françoise Bonardel, Paul Magnin... Par ailleurs, il est toujours membre du conseil de surveillance du Western Chan Fellowship, une association zen britannique, et membre du comité éditorial du Journal of Global Buddhism. Il est également membre de S'Éveiller, un collectif de bouddhistes engagés, ayant rejoint le réseau plus large BASE (Bouddhisme Action Sociale et Engagement).

### Ouvrages personnels
- Les Fleurs du vide. Anthologie du bouddhisme sōtō zen, éditions Grasset, 227 pages, 1995 (ISBN 978-2246511410).
- Guide du Zen, éditions LGF - Livre de Poche, 315 pages, 1997 (ISBN 978-2253170037).
- Les Bouddhas naissent dans le feu, éditions du Seuil, 233 pages, 2007 (ISBN 978-2020913560).
- Le Bouddhisme n'existe pas, éditions du Seuil, 200 pages, 2011 (ISBN 978-2021050844).
- Le Bouddhisme engagé, éditions du Seuil, 180 pages, 2013 (ISBN 978-2021003833).
- Se soucier du monde, éditions Almora, 92 pages, 2014 (ISBN 978-2351181799).
- Le Kesa conforme au dharma, vol. 1, éditions Les Nuages blancs, 112 pages, 2014 (ISBN 978-2954792309).
- S'asseoir tout simplement : L'Art de la méditation zen, éditions du Seuil, 160 pages, 2015 (ISBN 978-2021180299).

### Ouvrage en collaboration
- Larousse des religions, sous la direction d’Henri Tincq, Paris, Larousse, 2005, partie "Bouddhisme", p. 274-329 (ISBN 978-2035848192). Réimpression, Petit Larousse des religions, Paris, Larousse, 2007  (ISBN 978-2035856258).

### Préfaces d'ouvrages
- Libre de soi, libre de tout, de Shunryu Suzuki, Paris, Éditions du Seuil, 2011, p. 7-11. Préface à l'édition française  (ISBN 978-2021011289).
- Mon corps de lune, poèmes de l’Eiheikôroku de Maître Dôgen, par Philippe Coupey, Paris, Éditions Désiris, 2007, p. 6-7. Introduction de l'ouvrage  (ISBN 978-2915418187).

### Conférences, essais, interviews, articles publiés
- Cinq éloges de la rencontre, Paris, Albin Michel, 252 pages, 2015 (ISBN 978-2226316165). Une conférence de carême donnée avec Dennis Gira en la Cathédrale de Metz, en mars 2015.
- 20 clés pour comprendre le bouddhisme (collectif, reprise d'articles), Le Monde des Religions, Albin-Michel, Paris, avril 2013 (ISBN 978-2226246561).
- Le message du Bouddha, Hors-série, n° 18, juin 2012, Le Monde des Religions, p. 54-55.
- Le bouddhisme : un nouvel acteur social ?, revue Études, juin 2012, p. 783-791.
- La métamorphose, magazine Reliures, n° 28, printemps-été 2012, p. 22-23.
- Bouddhisme et engagement public, magazine Reliures, n° 12, printemps-été 2004, p. 26[24].
- À l'épreuve de la subjectivité, revue Panoramiques, 3e trimestre 2003, n° 64, p. 206-211.
- Pacifier l’esprit, une lecture zen, une conférence donnée au Centre Théologique de Meylan en juillet 2003 parue sous le même titre dans Bâtir la paix, Cahiers de Meylan, 3e trimestre 2003, p. 61-68[25].
- Bouddhisme, in Dictionnaire de l'homophobie, sous la direction de Louis-Georges Tin, Paris, Presses Universitaires de France, 2003, p. 69-70  (ISBN 978-2130535829).
- Tout être vivant mérite notre compassion, dans Le Nouvel Observateur, hors-série n° 50, avril 2003. Repris dans La philosophie du bouddhisme : de la paix en soi à la paix du monde, Paris, Éditions Scali, 2008.
- Rinzai, dans Religions of the World: A comprehensive Encyclopedia of Beliefs and Practices, edited by Gordon J. Melton & Martin Baumann, Santa Barbara, ABC - Clio Press House, 2002, vol. 3, p. 1084.
- Un Zen à l'Occidentale est-il possible ?, conférence donnée au Centre Les Voies de l'Orient à Bruxelles en novembre 2000 parue sous une forme révisée sous le même titre in Les Voies de l'Orient, n° 80, juillet-août-septembre 2001, Bruxelles, p. 2-15[26].
- Le bouddhisme en Europe inspire-t-il une éthique ?, conférence donnée lors du colloque Éthique et Religions, organisé par l'Association de Théologiens pour l'Étude de la Morale, en septembre 2000, parue sous une forme révisée sous le même titre dans la Revue d'Éthique et de Théologie Morale, « Le Supplément », dans Dossier - Le dialogue interreligieux : une provocation à la réflexion éthique et théologique ?, n° 217, juin-juillet 2001, p. 103-131.
- Le bouddhisme en France. Une lecture critique de Frédéric Lenoir, dans Le bouddhisme en Occident : approches sociologiques et anthropologiques, sous la direction de Lionel Obadia, numéro spécial de Recherches Sociologiques, 2000/3, Louvain-la-Neuve, p. 103-119[27].
- L’expérience corporelle de la non-dualité chez Maître Dôgen, conférence donnée au Centre Théologique de Meylan en juillet 1999, publiée successivement sous le titre L’expérience corporelle de la non-dualité chez un maître zen : Dôgen dans Lumière sur la voie bouddhique de l'éveil, numéro quadruple de Connaissance des Religions, n° 61-64, Paris, janvier-décembre 2000, p. 242-253, puis sous le titre L’expérience corporelle de la non-dualité chez Maître Dôgen dans Chemins de Dialogue, n° 17, Marseille, mai 2001, p. 121-133[28].
- Le bouddhisme engagé, article successivement paru dans les magazines Alternatives Non Violentes, n° 111, été 1999, p. 25-31, Dharma, n° 34, septembre 1999, p. 24-28, Vivre, n° 1 (nouvelle série), Bruxelles, juin 2001, p. 46-52[29].
- La discipline de bodhisattva dans la tradition Zen, magazine Dharma, n° 32, janvier 1999, p. 56-61.
- L’art du râteau zen, dans Le Nouvel Observateur, hors-série n° 34, juin 1998. Reproduit sans titre dans Le jardin du tigre qui marche dans l'eau : Jardins de méditation au Japon, Montélimar, Voix d'encre, 2009, p. 36-39.
- Un bouddhiste à Auschwitz, dans Actualité Religieuse, janvier 1997 ,"Meditation in Auschwitz", Graswurzen - Buddhistische Vierteljahresschrift, n° 4, 1996 (version révisée allemande)[30].
- S'asseoir dans le non-sens, dans Les fleurs du vide, n° 1, deuxième semestre 1993, p. 9-11, "Sitting in no-sense", New Ch’an Forum, n° 17, summer 1998, p. 19-21[31].

## Documents sonores et audiovisuels
Éric Rommeluère est régulièrement invité à s'exprimer sur ses travaux personnels ou à un intervenir en tant qu'invité à divers événements publics. Ci-après, quelques enregistrements sonores et audiovisuels.

### Sur internet
- « La méditation laïque : phénomène de société ? » Une conférence donnée à l'Institut d'études bouddhiques à Paris en juin 2015, à l'occasion de la parution de S'asseoir tout simplement : L'Art de la méditation zen, aux éditions du Seuil[32].é
- « “Le bouddhisme n'existe pas”. Interprétation et adaptation des textes religieux fondateurs »  1re partie[33] et 2e partie[34]. Une conférence-débat donnée en compagnie du dominicain Thierry-Marie Courau, à l'Institut d'études bouddhiques, le 3 mars 2012 à l'occasion de la parution du Bouddhisme n'existe pas, aux éditions du Seuil.

### À la radio
- "Bouddhisme (3/4) - La tradition zen : pourquoi méditer ?" . L'émission "Les Chemins de la philosophie" du 13 mars 2019 sur France Culture, présentée par Adèle Van Reeth  https://www.franceculture.fr/emissions/les-chemins-de-la-philosophie/bouddhisme-34-la-tradition-zen-pourquoi-mediter
- « Philosophies chinoises (3/4) : le bouddhisme ». L'émission « Les nouveaux chemins de la connaissance » du 28 octobre 2015 sur France Culture, présentée par Adèle Van Reeth[35].
- « S'asseoir pour méditer - Éric Rommeluère ». L'émission « Les Racines du ciel » du 20 septembre 2015 présentée par Leili Anvar sur France Culture, à l'occasion de la parution de S'asseoir tout simplement : L'Art de la méditation zen aux éditions du Seuil[36].
- « Exercice d'admiration mutuelle. Conférence de Carême en la Cathédrale Saint-Étienne de Metz », en compagnie de Dennis Gira, dans le cadre du dialogue intereligieux. Enregistré par Radio Jérico, le 15 mai 2015[37].
- « Buts (3/5) : les buts dans la spiritualité bouddhiste ». L'émission « Pas la peine de crier » du 4 juin 2014 sur France Culture, présentée par Marie Richeux[38].
- « Le bouddhisme n'existe pas ». L'émission « Le Journal de la philosophie » du 8 décembre 2011 sur France Culture, présenté par François Noudelmann, à l'occasion de la parution du Bouddhisme n'existe pas, aux éditions du Seuil[39].

### À la télévision
- « Dharma et éthique ». Émission « Sagesses bouddhistes » du 21 juin 2015 sur France 2[40].
- « Bouddhisme et handicap ». Émission « Sagesses bouddhistes » du 22 février 2015 sur France 2, avec Jocelyn Mayaud[41].
- « Le bouddhisme engagé », 1re partie. Émission « Sagesses bouddhistes » du 8 septembre 2013 sur France 2[42].
- « Le bouddhisme engagé », 2e partie. Émission « Sagesses bouddhistes » du 15 septembre 2013 sur France 2[43].
- « Le kesa, histoire et symbole de l’habit monastique bouddhique ». Émission « Sagesses bouddhistes » du 5 juin 2011 sur France 2[44].
- « Les fous du dharma ». Émission « Sagesses bouddhistes » du 4 juillet 2010 sur France 2[45].
- « L'engagement bouddhiste dans la société actuelle ». 1re partie[46]. Émission « Sagesses bouddhistes » du 19 avril 2009 sur France 2. Avec Jean-Paul Ribes. Une émission particulièrement consacrée au Sūtra de Vimalakirti, un célèbre texte classique du bouddhisme māhāyāna qu'Éric Rommeluère a beaucoup étudié et souvent commenté[47].
- « L'engagement bouddhiste dans la société actuelle ». 2e partie. Émission « Sagesses bouddhistes » du 26 avril 2009 sur France 2. Avec Jean-Paul Ribes[48].
- « Parler du zen sans trahir la voie ». Émission « Sagesses bouddhistes » du 21 décembre 2008 sur France 2[49].